# 최홍윤 (바둑 기사)
최홍윤(崔烘允, 1992년 7월 17일 ~ )은 대한민국의 바둑 기사이다.

## 약력
대구 출신으로 양천대일 바둑도장에서 바둑을 배웠다. 2004년 제4회 오성과한음배 최강부 준우승과 제4회 대한생명배 최강부 3위를 차지했고 2005년 제103회 한바연 최강부에서 우승했다. 2011년 제128회 입단대회를 통해 입단하였고, 제1기 KC&A배 신인왕전 본선에 진출하였다. 2013년 3월에 2단으로 승단했고 같은해 4월 신인왕전에서 준결승에 올랐다. 2017년 3단을 거쳐 2020년 4단으로 승단했다.